# Clara Aranda
Clara Félicia Aranda, född 2 april 1988 i Borgs församling i Norrköping, är en svensk politiker (sverigedemokrat). Hon är ordinarie riksdagsledamot sedan 2018, invald för Östergötlands läns valkrets sedan 2022 (dessförinnan invald för Skåne läns södra valkrets 2018–2022).
Aranda har tidigare varit gruppledare i fullmäktige i Region Östergötland, där hon sitter kvar. Hon är partiets ledamot med ansvar för frågor rörande psykisk hälsa.
Aranda har även engagerat sig i Stångådalsbanan och Tjustbanan.